# 雪夜林边小驻
《雪夜林边小驻》（英語：Stopping by Woods on a Snowy Evening）是罗伯特·弗罗斯特于1922年创作的一首诗，收录在他1923年的《新罕布什尔》诗集中。该作品使用了意象、转化、重复等修辞手法。在写给路易斯·安特迈耶的信中，佛洛斯特称这首诗是“我最好的纪念品”。

## 分析

### 创作背景
这首诗是佛洛斯特居住在佛蒙特州沙夫茨伯里时写成。当时他通宵创作长诗《新罕布什尔》，写完时已是第二天清晨。佛洛斯特走出居所，在观看日出时获得了《雪夜林边小驻》的灵感。 佛洛斯特自述“在几分钟内”写下了这首“有关雪夜和小马”的新诗。

### 结构与风格
诗歌韵律为四步抑揚格，该韵律来自爱德华·菲茨杰拉德 (诗人)改编自12世纪波斯诗人和数学家欧玛尔·海亚姆的鲁拜诗节。每一诗节（除了最后一节）遵循 AABA 韵法，并且每个B韵又与下一诗节的A韵一致，由此构成鏈韻。对整首诗而言，韵法为 AABA BBCB CCDC DDDD。
诗歌以叙述者的思考开篇，因而多用到柔和的“w”和“th”音节，以及两个“ll”音节。在诗歌第二节，生硬的音节开始出现，例如“k”和“qu”，它们打破了先前的寂静气氛。然后，随着叙述者的思考被小马铃铛声响打断，更加生硬音节“g”出现。

### 逗号的故事
有个广为流传的说法，称佛洛斯特写下此诗最后一节首行“树林可爱、黑暗深沉（The woods are lovely, dark and deep）”时并未使用牛津逗號，但编辑或排版员自作主张为这句诗加上了逗号，使之变为了“树林可爱、黑暗、深沉（The woods are lovely, dark, and deep）”。显然可以看出（并且也正如许多英语文学教师强调的那样），逗号显著改变了这句诗的意涵，将佛洛斯特的原意“树林的可爱来自它的黑暗深沉”变为了“树林可爱、黑暗又深沉。” 据称在佛洛斯特的要求下，逗号被移除。 但在他死后，另一个编辑又加回了这个逗号。

## 知名引用
1963年11月23日早晨，西屋广播通讯员席德·戴维斯（Sid Davis）报道约翰·肯尼迪的棺材运抵白宫。由于佛洛斯特是肯尼迪最喜爱的诗人之一，因此戴维斯在报道中引述了《雪夜林边小驻》的诗句。但戴维斯在结尾时因情绪激动，不禁哽咽。
2003年10月3日加拿大前总理皮埃尔·特鲁多的葬礼上，贾斯汀·杜鲁多引用此诗表达他对自己父亲的赞扬“树林可爱、黑暗幽深。他遵守诺言，获得长眠。”
印度前总理贾瓦哈拉尔·尼赫鲁晚年时总是随身携带佛洛斯特的诗集，甚至也将它放在了临终时的床头柜上。在这本诗集中，《雪夜林边小驻》最后四行加了下划线。
作曲家兰德尔·汤普森将此诗改编成了音乐，收录在作品《Frostiana》中。

## 流行文化
- 在1977年的电影《霹雳大火拼（英语：Telefon (film)）》中，这首诗被用作激活苏联潜伏特工的暗语。
- 理查德·凯利在2006年的电影《南方传奇》中引用了此诗。
- 昆汀·塔伦蒂诺在2007年电影《金刚不坏》的一个场景中也引用了此诗。[12]
- 《基本演绎法》S01E20末尾，琼恩·华生向夏洛克 · 福尔摩斯赠送了写有此诗最后一节的裱框纪念品。
- 《黑道家族》第三季，小安东尼·索波诺的学校作业是分析这首诗。[13]
- 《后半生（英语：After Life (TV series)）》第二季，托尼向父亲朗读了此诗开头。[14]
- 电子游戏《孤岛惊魂3》的 "Piece of the Past" 任务线中，Buck Hughes 引述了此诗。